# Élection présidentielle iranienne de 2013
L'élection présidentielle iranienne de 2013 s'est déroulée le 14 juin 2013. Un éventuel second tour était prévu pour le 21 juin 2013. L'élection est couplée avec des élections locales.
Après deux mandats consécutifs, le président Mahmoud Ahmadinejad ne peut plus se représenter. La présidentielle est remportée dès le premier tour par le conservateur modéré Hassan Rohani, soutenu par les réformateurs, face à plusieurs « conservateurs durs ».

## Système électoral
Le Président de la République est élu pour sa part au suffrage universel direct, pour un mandat de quatre ans, renouvelable une fois. Pour être accepté par le Conseil des gardiens de la Constitution, toute candidature à la présidence de la République doit réunir les conditions suivantes :
- le candidat doit être une personnalité religieuse ou politique reconnue ;
- être d'origine ou de nationalité iranienne ;
- avoir de bons antécédents ;
- être honnête, vertueux et dévoué à l'islam et au régime de la République islamique.

Rien n’interdit une femme à se présenter à la candidature. Cependant à chaque élection les candidats féminins ont été écartées par le Conseil des gardiens. La constitution ne donne aucune indication précise à ce sujet.

## Candidats

### Candidatures pressenties
Dans les milieux conservateurs les noms d'Ali Larijani, l'actuel président du Parlement, et de Saïd Jalili, le secrétaire du Conseil suprême de la sécurité nationale, ont circulé comme potentiels candidats. Le 11 avril 2013, Hassan Rohani annonce qu'il est candidat à l'élection. Le 11 mai 2013, Saïd Jalili s'inscrit sur la liste des candidats à l'élection présidentielle.

### Candidats retenus ou écartés
Candidatures retenues :
| Candidat               | Parti politique                                    | Présentation |
| ---------------------- | -------------------------------------------------- | --- |
| Saïd Jalili            | Front de la stabilité de la révolution islamique   | Dirige les négociations de l'Iran avec le monde occidental concernant le programme nucléaire de l'Iran. Très proche du Guide suprême Ali Khamenei. Membre des Basij pendant la Guerre Iran-Irak, il perd la jambe droite au combat. Partisan d'une « politique étrangère agressive ». |
| Ali Akbar Velayati     | Parti de la coalition islamique                    | Ultra-conservateur. Très proche d'Ali Khamenei, dont il est le conseiller en matière de politique étrangère. Ministre des Affaires étrangères de 1981 à 1997. |
| Gholam Ali Haddad-Adel | Mouvement des partisans de la Révolution islamique | Érudit conservateur très proche d'Ali Khamenei (leurs familles sont liées par le mariage de leurs enfants). Président du Parlement de 2004 à 2008. Se retire quatre jours avant le scrutin. |
| Mohammad Ghalibaf      | Société islamique des ingénieurs                   | Maire de Téhéran. Pilote de chasse dans un corps d'élite pendant la Guerre Iran-Irak. Chef de la police de 1999 à 2003, il y autorise la participation des femmes. « Conservateur pragmatique, loyal envers le Guide suprême » et critique de Mahmoud Ahmadinejad. Candidat malheureux à l'élection présidentielle de 2005. |
| Mohsen Rezaï           | Front de la résistance de l'Iran islamique         | Commandant en chef du Corps des Gardiens de la révolution islamique de 1981 à 1997. Docteur en économie ; critique des politiques économiques de Mahmoud Ahmadinejad, et proche d'Ali Khamenei. Conservateur. Accusé par l'Argentine de participation à l'attentat de l'AMIA contre la communauté juive de Buenos Aires en 1994 ; recherché pour meurtre par Interpol. Candidat malheureux à l'élection présidentielle de 2009. |
| Hassan Rohani          | Parti des cadres de la construction                | Ancien négociateur en chef du dossier nucléaire iranien avec l'Union européenne. Docteur en droit, réputé polyglotte. Considéré comme un conservateur relativement pragmatique ; critique la posture belligérante et « irréfléchie » du Président Ahmadinejad. |
| Mohammad-Reza Aref     | Front de participation à l'Iran islamique          | Scientifique et universitaire, « réformateur au profil bas », seul candidat décrit comme plutôt réformateur. Se retire quatre jours avant le scrutin. |
| Mohammad Gharazi       | sans étiquette                                     | Candidat inattendu, très peu connu du grand public. Ministre du pétrole de 1981 à 1985. Réputé plutôt modéré ; a axé sa campagne sur la lutte contre l'inflation. |

Après l'annonce des candidatures autorisées par le Conseil des gardiens de la Constitution, BBC News remarque que les principaux candidats sélectionnés sont « considérés comme des conservateurs durs, intransigeants », les potentiels candidats réformateurs (notamment Hachemi Rafsandjani) ayant tous été refusés. Le correspondant de la BBC en Iran, James Reynolds, commente : « la décision du Conseil des gardiens ne permet aucun suspense quant au résultat de l'élection présidentielle iranienne à venir. Nous savons désormais que le prochain président sera un conservateur loyal envers les idées du Guide suprême l'Ayatollah Ali Khamenei ». La candidature de Esfandiar Rahim Mashaei (en), considéré comme le dauphin de Mahmoud Ahmadinejad, est également écartée, ce que dénonce le président sortant.
Avant l'annonce des candidatures retenues, Ali-Akbar Velayati, Mohammad Ghalibaf et Gholam Ali Haddad-Adel avaient établi un « accord de désistement » afin de ne pas se faire concurrence. Gholam Haddad-Adel a indiqué qu'ils feraient tous les trois campagne, mais que seul le mieux placé d'entre eux se présenterait in fine au suffrage populaire. Le 10 juin, quatre jours avant le premier tour, Gholam Haddad-Adel se retire, n'étant pas parmi les favoris et afin de ne pas diviser le camp conservateur. Il appelle les autres conservateurs mal placés dans les sondages à faire de même, « pour assurer la victoire des conservateurs au premier tour ou permettre la présence de deux conservateurs en cas de second tour ».
Quelques heures plus tard, c'est au tour de Mohammad Reza Aref de se retirer, à la demande de Mohammad Khatami, qu'il décrit comme « le chef du mouvement réformateur ». Ce dernier lui a demandé de ne pas diviser le camp des modérés. Après le retrait de Reza Aref, le Conseil consultatif (mouvement des modérés et des réformateurs derrière Mohammad Khatami) annonce que Hassan Rohani est désormais « le candidat du camp réformateur », bien qu'il soit perçu plutôt comme un conservateur modéré.

## Campagne électorale
Il est prévu trois débats télévisés entre les huit candidats, dont le premier, consacré à l'économie, a lieu le 31 mai. Mohammad Reza Aref, Hassan Rohani et Mohsen Rezaie critiquent en direct le format de ce premier débat, qui contraint à leurs yeux les candidats à des réponses trop brèves et simplistes. Néanmoins, les huit candidats s'accordent « pour critiquer la politique économique de Mahmoud Ahmadinejad, accusé d'avoir accru l'inflation en multipliant les subventions ».
Un sondage le 6 juin indique que 57 % des électeurs seraient encore indécis. Parmi les électeurs affirmant avoir fait leur choix, Mohammad Ghalibaf arriverait de loin en tête, avec 39 %, et pourrait se retrouver au second tour face à Mohsen Rezaï (16,8 %) ou Saïd Jalili (13,9 %).

## Résultats
L'élection est remportée au premier tour par le conservateur modéré Hassan Rohani. Le taux de participation s'élève à 72,70 %.
| Candidat           | Voix       | %     |
| ------------------ | ---------- | ----- |
| Hassan Rohani      | 18 613 329 | 50,71 |
| Mohammad Ghalibaf  | 6 077 292  | 16,56 |
| Saïd Jalili        | 4 168 946  | 11,36 |
| Mohsen Rezaï       | 3 884 412  | 10,58 |
| Ali Akbar Velayati | 2 268 753  | 6,18  |
| Mohammad Gharazi   | 446 015    | 1,22  |
| Blancs ou nuls     | 1 245 409  | 3,39  |
| Votants            | 36 704 156 | 100   |

## Contestation
Les contestations du scrutin sont quasi inexistantes par rapport à 2009, lorsqu'un soulèvement avait eu lieu à la suite de la réélection annoncée de Mahmoud Ahmadinejad. Néanmoins, Ahmed Shaheed, rapporteur spécial de l'ONU sur les droits de l'homme en Iran, considère que le scrutin n'était « pas libre et équitable », alors que les États-Unis ont critiqué « le manque de transparence » quand la BBC a pour sa part dénoncé « des intimidations à un niveau jamais atteint jusqu'ici » contre les familles des employés de sa chaîne.